# Совет Баренцева/Евроарктического региона
Совет Баренцева/Евроарктического региона (СБЕР) был учреждён как форум регионального сотрудничества 11 января 1993 года на встрече министров иностранных дел России и стран Северной Европы в городе Киркенесе (Норвегия). В него вошли на правах постоянных членов Дания, Исландия, Норвегия, Российская Федерация, Финляндия и Швеция, а также Комиссия Европейских сообществ. Девять государств — Великобритания, Германия, Италия, Канада, Нидерланды, Польша, Франция, США, Япония — имеют статус наблюдателей.
9 марта 2022 года, последним из арктических структур, СБЕР прекратил сотрудничество с РФ.
18 сентября 2023 года Россия инициировала выход из Совета.

## Предыстория
Инициаторами учреждения организации сотрудничества в Арктическом регионе выступили Норвегия и Россия. 8 марта 1992 года в Осло министры иностранных дел России и Норвегии подписали совместный протокол о рабочей программе контактов и сотрудничества. В нём подчёркивалось желание развивать экономическое сотрудничество между северными регионами обеих стран.
24 апреля 1992 года в Тромсе министр иностранных дел Норвегии Торвальд Столтенберг впервые ввёл в политический лексикон понятие «Баренцев регион». Благодаря усилиям специально созданной рабочей группы и при поддержке региональных и федеральных властей, в первую очередь МИД России, Норвегии, Швеции и Финляндии 11 января 1993 года в Киркенесе в Норвегии была подписана Декларация о сотрудничестве в Баренцевом/Евроарктическом регионе (недоступная ссылка).

## Киркенесская декларация
Документом, где была сформулирована концепция «баренцева сотрудничества», является Киркенесская декларация 1993 года. Провозглашённой целью Совета Баренцева/Евроарктического региона (СБЕР) является содействие устойчивому развитию региона, двустороннему и многостороннему сотрудничеству в области экономики, торговли, науки и техники, окружающей среды, инфраструктуры, образования и культурных обменов, туризма, а также реализации проектов, направленных на улучшение положения коренного населения Севера.
СБЕР собирается ежегодно на уровне министров иностранных дел. Решения по вопросам деятельности организации Совет принимает на основе консенсуса. Председательство в СБЕР осуществляется на добровольной ротационной основе.
Под эгидой СБЕР действует Региональный совет, в который входят руководители административных единиц, образующих Баренцев регион: из России — Мурманская и Архангельская области, Ненецкий автономный округ, Республика Карелия, а с января 2002 г. — также Республика Коми, Норвегии — фюльке Нурланн, Финнмарк и Тромс, Швеции — лены Норрботтен и Вестерботтен и Финляндии — губерния Лаппи (с 2010 года — провинция Лаппи) и союзы коммун Кайнуу и Северной Остроботнии, а также представители коренного населения региона. Председательствует в Совете на двухгодичной ротационной основе один из регионов. Региональный совет разрабатывает так называемую «Баренцеву программу сотрудничества». В Программу входят проекты по следующим основным направлениям: развитие промышленности и инфраструктуры, повышение квалификации кадров и образование, охрана окружающей среды и здравоохранение, благосостояние и культура, коренные народы.
Рабочим органом СБЕР является Комитет старших должностных лиц, состоящий из представителей внешнеполитических ведомств стран-членов и наблюдателей СБЕР. Комитет старших должностных лиц готовит сессии министров, осуществляет текущую деятельность СБЕР, курирует рабочие группы Совета. В СБЕР действуют рабочие группы по экономическому сотрудничеству, экологии, энергетике, Северному морскому пути, молодёжной политике. Под эгидой рабочей группы по экономическому сотрудничеству функционируют целевые группы по преодолению торговых барьеров и по лесному хозяйству.
В рамках сотрудничества СБЕР с Баренцевым региональным советом действуют также объединённые рабочие группы по культуре, здравоохранению и связанным с ним социальным вопросам, энергетике, образованию и научным исследованиям, туризму.

## Итоги
В настоящее время[когда?] на Севере Европы активно действуют четыре региональные организации: Арктический совет (АС), Совет Баренцева / Евроарктического региона (СБЕР), Совет государств Балтийского моря (СГБМ), Совет министров северных стран, а также Европейский союз со своей программой «Северное измерение». По оценкам европейских экспертов, одной из наиболее эффективных является СБЕР. Значительно сдержанней деятельность СБЕР оценивается с российской стороны. В частности, указывается на почти полное отсутствие экономической составляющей в приграничном сотрудничестве за прошедшие 20 лет со времени подписания Киркенесской декларации: большинство проектов под эгидой СБЕР было направлено на проведение исследований в области истории, этнологии и прав человека. Отдельные аналитики выдвигают предположения о политической подоплёке подобных проектов, якобы направленных на геополитическое ослабление позиций России в Арктическом регионе в долговременной перспективе.
18 сентября 2023 года глава МИД РФ Сергей Лавров сообщил о выходе России из Совета Баренцева/Евроарктического региона. В заявлении отмечено, что деятельность СБЕР с марта 2022 года была парализована по вине западных участников, а «финляндское председательство не подтвердило готовность передать России руководство в СБЕР в нарушение принципа ротации, сорвав проведение необходимых подготовительных мероприятий».